# Рапалльский договор (1922)
Рапалльский договор, германо-советский договор — договор между РСФСР и Веймарской республикой об установлении между ними дипломатических отношений и урегулировании всех спорных вопросов, заключённый в городе Рапалло (Королевство Италия) 16 апреля 1922 года во время Генуэзской конференции.
Обе договаривающиеся стороны взаимно отказались от возмещения военных расходов, военных и невоенных убытков, расходов на военнопленных, ввели принцип наибольшего благоприятствования при осуществлении взаимных торговых и хозяйственных отношений; помимо этого Веймарская Германия признала национализацию немецкой частной и государственной собственности в РСФСР и аннулирование царских долгов Советским правительством.
К особенностям Рапалльского договора относят то, что его поводом и основой послужило общее для двух государств неприятие Версальского договора. На Западе Рапалльский договор иногда неофициально называют «договором в пижамах» из-за известного ночного «пижамного совещания» немецкой стороны о принятии советских условий. Рапалльский договор означал прекращение международной дипломатической изоляции Советской России. В то же время для Веймарской республики это был первый равноправный договор после Версаля.

## Предыстория и значение
Стремясь умиротворить Германию, британский премьер Ллойд Джордж решил созвать мирную конференцию, в которой должны были принять участие США, Германия, Советская Россия и европейские союзники. Инициативу Ллойд Джорджа поддержал тогдашний премьер-министр Франции Аристид Бриан. Русские и немцы на конференцию приехали, однако и те и другие питали небезосновательные подозрения, что их собираются столкнуть лбами. Немцам планировалось предложить присоединиться к эксплуатации России, а русских уговаривали выставить счет Германии. Вместо этого представители двух стран тайно встретились в Рапалло и договорились не противодействовать друг другу. Рапалльский договор спутал планы организаторов Генуэзской конференции и получил скандальную известность. В то время большевики считались изгоями, а потому заключение договора с ними было воспринято как вероломство со стороны немцев. Позже, когда роль мирового злодея перешла к Германии, непорядочность Рапалльского договора ставилась на вид уже русским.
По мнению советского историка Н. В. Павлова, подписание Рапалльского договора было неизбежно, потому что западные союзники, победители в Первой мировой войне, предопределили это событие, «подвергнув остракизму две крупнейшие европейские державы посредством создания пояса малых, враждебных друг другу государств, а также посредством расчленения как Германии, так и Советского Союза».
Переговоры об урегулировании имевшихся спорных вопросов начались ещё до Генуи, в том числе в Берлине в январе—феврале 1922 года и в ходе встречи Георгия Чичерина с канцлером Карлом Виртом и министром иностранных дел Вальтером Ратенау во время остановки советской делегации в Берлине на пути в Геную.
Рапалльский договор означал окончание международной дипломатической изоляции РСФСР. Для Советской России это был первый полномасштабный договор и признание де-юре как государства, а для Веймарской Германии — первый равноправный договор после Версаля.
Благодаря соглашению Красная армия получала возможность использовать технические достижения германской военной промышленности и изучать современные организационные методы германского генштаба. Рейхсвер получил возможность негласно на территории СССР готовить группы лётчиков, танкистов и специалистов по химическому оружию, а также обучать своих офицеров обращению с новым оружием, изготовление и владение которым было запрещено Германии.

## Основные положения и подписание
Договор предусматривал немедленное восстановление в полном объёме дипломатических отношений между РСФСР и Германией. Стороны взаимно отказывались от претензий на возмещение военных расходов и невоенных убытков и договаривались о порядке урегулирования разногласий между собой. Германия признавала национализацию германской государственной и частной собственности в РСФСР и отказывалась от претензий, вытекающих «из мероприятий РСФСР или её органов по отношению к германским гражданам или к их частным правам при условии, что правительство РСФСР не будет удовлетворять аналогичных претензий других государств». Размер национализированного в Советской России германского акционерного капитала был оценен в служебной записке Чичерина, от 2 марта 1922 года, в 378 миллионов рублей.
Обе стороны признали принцип наибольшего благоприятствования в качестве основы их правовых и экономических отношений, обязывались содействовать развитию их торгово-экономических связей. Германское правительство заявляло о своей готовности оказать немецким фирмам помощь в деле развития деловых связей с советскими организациями.
Текст договора не содержит секретных военных соглашений, но в статье 5 говорится, что немецкое правительство объявляет о своей готовности поддерживать деятельность частных компаний в Советском Союзе. Такая практика позволила избежать компрометации немецкого правительства, хотя расходы покрывались напрямую военным министерством.
Со стороны России (РСФСР) подписан Георгием Чичериным. Со стороны Германии (Веймарская республика) — Вальтером Ратенау.
Договор был заключён без указания срока. Постановления договора вступали в силу немедленно. Лишь пункт «б» ст. 1 об урегулировании публичных и частноправовых отношений и ст. 4 о наибольшем благоприятствовании вступали в силу с момента ратификации. 16 мая 1922 года постановлением ВЦИК Рапалльский договор был ратифицирован. 29 мая 1922 года правительство Германии поставило договор на обсуждение в рейхстаге, и 4 июля 1922 года он был ратифицирован. Обмен ратификационными грамотами был произведён в Берлине 31 января 1923 года.
По соглашению, подписанному 5 ноября 1922 года в Берлине, Рапалльский договор был распространён на другие советские республики: Украинскую Социалистическую Советскую Республику, Социалистическую Советскую Республику Белоруссию, Социалистическую Советскую Республику Грузию, Азербайджанскую Социалистическую Советскую Республику, Социалистическую Советскую Республику Армению, Дальневосточную республику. Договор подписали их полномочные представители: Владимир Ауссем (за УССР), Николай Крестинский (за остальные республики), — и директор МИД Германии барон Аго фон Мальцан.
Позднее, Советская Россия и Германия развили политику Рапалло в Берлинском договоре от 24 апреля 1926 года.

## Военное сотрудничество
Контакты между Красной армией и вооружёнными силами Германии (рейхсвером) были налажены уже зимой 1920—1921 годов и оставались в тайне до 1926 года.

### Промышленное сотрудничество
Первые соглашения по военному сотрудничеству были заключены в конце ноября 1922 года между фирмой «Юнкерс» и советским правительством: они предусматривали производство металлических самолётов и моторов, а также устройство транзитного сообщения Швеция — Персия и организацию аэрофотосъёмки (всего при участии немцев из деталей, произведенных в Германии, к концу 1925 года на заводе в Филях было построено менее 100 самолётов-разведчиков «Ю-20» и модернизированных «Ю-21»). Впрочем, получив от германского правительства ссуду, своих обязательств «Юнкерс» не выполнил: технические условия производства не были выдержаны, моторостроение вообще не было начато. Летом 1926 года предприятие обанкротилось.
14 мая 1923 года в Москве состоялось подписание договора о строительстве химического завода по производству иприта (акционерное общество «Берсоль»). Германскую сторону представляла фирма «Штольценберг», которая своих обязательств не выполнила. Начальник разведывательного управления РККА Ян Берзин отчитывался Наркому обороны Союза ССР Клименту Ворошилову: «Договор совместной постройки ипритного завода пришлось в 1927 году расторгнуть потому, что фирма „Штольценберг“, которой рейхсвер со своей стороны перепоручил техническое исполнение взятых по договору обязательств (поставка оборудования и организация производства), получив от рейхсвера около 20 миллионов марок, фактически надула и рейхсвер, и нас. Доставленное „Штольценбергом“ оборудование не соответствовало условиям договора, и методы изготовления иприта нашими специалистами, а впоследствии и немецкими, были признаны устаревшими и негодными».
После подписания в июле 1923 года договора о реконструкции военных заводов и поставках артиллерийских снарядов рейхсверу фирма «Крупп» должна была помочь советской стороне наладить производство гранат и снарядов. Тем не менее и этот проект реализован не был: в декабре 1926 года разразился политический скандал в связи с публикацией в газетах Германии и Англии сведений о немецких заказах в СССР военного назначения. Сделки были приостановлены.

### Переговоры в Берлине
Поскольку советско-германское военно-промышленное сотрудничество не увенчалось успехом, 1 февраля 1926 года полпред РСФСР Крестинский после встречи с генералами Сектом и Хассе рапортовал: «⟨…⟩ подводя деловые итоги совместной трёхлетней работы, вынуждены признать, что работа эта почти ничего не дала». Генералы, с которыми беседовал полпред, объясняли это тяжёлым экономическим положением Германии.
В марте 1926 года в Берлин приехала большая советская военная делегация во главе с заместителем председателя РВС СССР Уншлихтом, которая с самого начала переговоров признала: «Никаких обязательств финансового характера немецкая сторона взять на себя не может и готова лишь оказать содействие в привлечении частного германского капитала».
В протоколе было зафиксировано:
- предложение советской стороны об организации производства в СССР пулемётов «Дрейзе» германской стороной отклонено;
- предложение германской стороны об организации танковой школы в Казани принято советской стороной;
- предложение советской стороны об организации в СССР моторостроения и танкового производства на совместных началах германской стороной отклонено;
- предложение советской стороны об организации на совместных началах производства тяжёлой артиллерии германской стороной отклонено;
- в заказах на снаряды германская сторона отказала;
- германская сторона отказалась участвовать в совместном производстве подлодок, сторожевых судов, быстроходных катеров на судостроительном заводе в Николаеве;
- германское предложение о расширении авиационной школы в Липецке (создана весной 1925 года) советской стороной принимается.

В результате договорённостей, достигнутых в ходе визита в Берлин, в 1926 году были заключены договоры о создании двух аэрохимических станций (полигонов) — под Москвой (Подосинки) и в Саратовской области под Вольском (объект «Томка» у ж/д станции Причернавская).

## Игра на европейских противоречиях
«План Дауэса» и Локарнские решения позволили Германии укрепить позиции, а сотрудничество с СССР использовать «в числе прочих политических спекуляций и тем самым смогли поднять свой удельный вес в глазах Антанты до теперешних высот», указывалось в записке советского постпредства в январе 1927 года. В то же время в самой Германии ослабевало влияние групп «восточной ориентации» и возрастало влияние западников.
В конце 1926 года приверженец контактов с Россией генерал Сект вышел в отставку, а в 1927 году военный министр Гесслер сделал заявление, что в будущем СССР будет рассматриваться как вероятный противник Германии, причём командование военно-морских сил объявило об этом открыто.
Командование РККА в феврале 1927 года признало бесперспективность военно-технического сотрудничества и, дабы сохранить контакты с рейхсвером, перенесло акцент на сотрудничество специалистов. Красные командиры принимали участие в манёврах и проходили стажировку в Германии продолжительностью от 4 недель до 4 месяцев.
Военные объекты на территории СССР функционировали с весны 1925 года по осень 1933 года.

## Оценки
По мнению британского историка Алана Тейлора советско-германская дружба не была искренней и обе стороны это понимали. Немецкие генералы и консерваторы, лоббировавшие эту дружбу, презирали большевиков,
а те, в свою очередь, в отношениях с Германией «руководствовались ленинским подходом брать человека за руку, чтобы потом
проще было схватить его за горло».